# Urineleider
De urineleider of ureter (mv: ureters) is de buis die loopt tussen het nierbekken en de urineblaas. De urineleider begint bij het nierbekken, loopt retroperitoneaal en kruist de bekkenkam (tevens een van de plekken waar nierstenen ontstaan). De urineleider loopt vervolgens postero-inferieur langs de zijkant van het bekken en komt bij de vesico-ureterale overgang de urineblaas binnen. Bij vrouwen loopt de urineleider door het mesometrium en onder de uteriene slagaders door richting de urineblaas.
De lengte van de urineleider is bij volwassenen personen ca. 25-35 cm, de doorsnede 3 tot 4 mm.
De urineleider wordt behalve bij mensen ook aangetroffen bij alle andere amniota. Bij vissen en amfibieën zijn er andere buizen met dezelfde functie.

## Histologie
De urineleider is stervormig en net als de blaas bekleed met een laag van overgangsepitheel (ofwel urotheel). Het urotheel (ofwel slijmvlies) komt daarnaast ook voor in de urinebuis en in het nierbekken. De epitheelcellen zijn verdeeld over veel afzonderlijke lagen en normaal gesproken rond van vorm, hoewel ze ook kunnen worden uitgerekt en dan schilferig (plat) worden. De lamina propria is dik en elastisch en daardoor ondoordringbaar.
De buitenste laag (adventitia) van de urineleider bestaat net als elders uit vezelachtig bindweefsel.
nier (ren) · urineleider (ureter) · urineblaas (vesica urinaria) · urinebuis (urethra)

nierbekken · nierkelk

nefron · juxtaglomerulair apparaat · kapsel van Bowman · glomerulus · distale tubulus contortus · lichaampje van Malpighi